# Takayuki Suzuki
Takayuki Suzuki (Ibaraki, 5. lipnja 1976.) japanski je nogometaš.

## Klupska karijera
Igrao je za klubove među kojima su: Kashima Antlers, JEF United Chiba, Genk, Crvena zvezda i Portland Timbers.

## Reprezentativna karijera
Za japansku reprezentaciju igrao je od 2001. do 2005. godine. Za japansku reprezentaciju odigrao je 55 utakmica postigavši 11 pogodaka.
S japanskom reprezentacijom Takayuki Suzuki igrao je na jedan svjetska prvenstva (2002.) dok je 2004. s Japanom osvojio AFC Azijski kup.

## Statistika
| Japan  | Japan | Japan |
| Godina | Nas.  | Gol.  |
| ------ | ----- | ----- |
| 2001.  | 10    | 3     |
| 2002.  | 13    | 1     |
| 2003.  | 4     | 0     |
| 2004.  | 18    | 6     |
| 2005.  | 10    | 1     |
| Ukupno | 55    | 11    |

## Vanjske poveznice
- National Football Teams
- Japan National Football Team Database